# Exechohypopion therephaga
Exechohypopion therephaga är en tvåvingeart som beskrevs av Yeates 1995. Exechohypopion therephaga ingår i släktet Exechohypopion och familjen svävflugor.
Artens utbredningsområde är New South Wales. Inga underarter finns listade i Catalogue of Life.